# Ceroplesis semitrabeata
Ceroplesis semitrabeata là một loài bọ cánh cứng trong họ Cerambycidae.